# Avilley
Avilley – miejscowość i gmina we Francji, w regionie Burgundia-Franche-Comté, w departamencie Doubs.
Według danych na rok 1990 gminę zamieszkiwało 114 osób, a gęstość zaludnienia wynosiła 20 osób/km² (wśród 1786 gmin Franche-Comté Avilley plasuje się na 629. miejscu pod względem liczby ludności, natomiast pod względem powierzchni na miejscu 747.).